# Oncocnemis erythropsis
Oncocnemis erythropsis là một loài bướm đêm trong họ Noctuidae.